# ヒメシジミ亜科
ヒメシジミ亜科（Polyommatinae）は、シジミチョウ科内のひとつの分類単位。日本産シジミチョウの約半分はこの亜科に含まれる。

## 概要
成虫はいっぱんに翅が横に長く、草原や市街地などを主要な棲みかとし、草間をちらちら飛び、訪花以外にもよくとまる。翅の模様は表と裏で違う。雄の翅表は構造色を示すが顕著ではない。尾状突起を持つ種はあまりいない。翅以外の体の形状は他のシジミチョウと大きく変わらず、触角も黒と白のしま模様である。幼虫は小判形をしており、主に草本や花卉を食べ、木には付かない。クロシジミのようにアリに養育される種もある。
幼虫で越冬する種が多数だが、卵で越冬するヒメシジミ、蛹で越冬するトラフシジミなどもいる。南西諸島に産する種では越冬態不定・周年発生するものもある。
シジミチョウ科は他にいくつかの亜科に分けられるが、日本ではゴイシシジミ・ベニシジミ・ウラギンシジミの3種を除きミドリシジミ亜科かヒメシジミ亜科に分けられる。
ヒメシジミ亜科は日本に39種生息する。ミドリシジミ亜科では樹頂性の25種をまとめて「ゼフィルス」と呼んでおり、ヒメシジミ亜科はそれに対してブルーと呼ばれ、趣味者から親しまれている。

## 族
ヒメシジミ亜科は、次の4つの族に分類される。
ほとんどの属と種はPolyommatini（ヒメシジミ族）に含まれる。
- Candalidini Eliot 1973（ウラジロミナミシジミ族）
- Lycaenesthini Toxopeus 1929（ミツオウラナミシジミ族）
- Niphandini Eliot 1973（クロシジミ族）- クロシジミ
- Polyommatini Swainson 1827（ヒメシジミ族）- ヒメシジミ、ヤクシマルリシジミ、ルリシジミ、クロマダラソテツシジミ、ツバメシジミ、ヤマトシジミ、サツマシジミ、ハマヤマトシジミ、シルビアシジミ、ウラナミシジミなど